# Наймушин, Георгий Фёдорович
Гео́ргий Фёдорович Найму́шин (29 марта 1914, Глазовский уезд, Вятская губерния — 25 ноября 1965, Москва) — советский хозяйственный, государственный и политический деятель.

## Биография
Родился в 1914 году в селе Наймушино Глазовского уезда.
С 1925 года работал колхозником, счетоводом колхоза в селе Наймушино.
С января 1930 года учился на курсах при Нолинском педагогическом техникуме, с 1933 — на курсах учителей истории при Вятском государственном педагогическом институте.
В 1934—1940 годы работал учителем истории в неполной средней школе (Сосновка Унинского района), в средней школе (с. Уни). В 1940 году принят в ВКП(б).
В 1940—1946 годы служил в РККА:
- с июня 1940 — красноармеец 650-го стрелкового полка 138-й стрелковой дивизии ЗакВО (Кировакан, Армянская ССР),
- с июля 1942 — курсант Тбилисского военно-политического училища,
- с января 1942[К 2] — политинспектор и секретарь партбюро узла связи (штаб 45-й армии, Ереван),
- с июля 1943 — заместитель по политической части начальника армейского офицерского резерва (45-я армия),
- с марта 1944 — агитатор, старший инструктор по агитации и пропаганде политотдела 75-й стрелковой дивизии (Иран); в 1945 году присвоено звание капитана.

С апреля 1946 года — инструктор отдела кадров, с октября 1947 по январь 1948 — заведующий сектором советских и торговых кадров отдела кадров Кировского обкома ВКП(б). В марте 1950 года окончил Высшую школу НКВД СССР.
С мая 1950 года — инструктор, с мая 1952 — заместитель заведующего сектором административного отдела, с мая 1953 — инструктор отдела административных и торгово-финансовых органов ЦК ВКП(б) — КПСС.
С 1954 года служил в органах КГБ СССР:
- с апреля 1954 по 1959 — заместитель начальника Управления кадров КГБ при Совете министров СССР; в 1955 году заочно окончил Высшую партийную школу при ЦК КПСС[3];
- с 1955 по январь 1957 года — начальник Управления внутренних дел Саратовского облисполкома (до 28.11.1956 — Управления МВД по Саратовской области)[3];
- с 1959 по февраль 1960 — заместитель начальника 2-го Главного управления КГБ при СМ СССР;
- с 26 февраля 1960 по 14 декабря 1963 — председатель КГБ при Совете министров Узбекской ССР; с 27 сентября 1961 — член ЦК КП Узбекистана, одновременно с сентября 1961 по 1963 год — член Бюро ЦК КП Узбекистана[3];
- с 7 ноября 1963 года до конца жизни — начальник Управления КГБ по Краснодарскому краю[4].

Избирался депутатом (от Узбекской ССР) Совета Национальностей Верховного Совета СССР 6-го созыва (с 1962 года).
Умер в 1965 году в Москве.

## Награды
- орден «Знак Почёта»,
- «Почётный сотрудник госбезопасности»,
- 7 медалей

## Комментарии
1. ↑  Село Наймушино (Наймушинское, Мартеловское), относившееся к Порезской волости Глазовского уезда, в 1920-е годы — Нолинского уезда, в последующем входило в состав Князевского сельсовета Унинского, Порезского районов; ныне — урочище в Унинском районе Кировской области[2].
2. ↑  Вероятно, опечатка в источнике; скорее всего, с января 1943.